# Прапор Дубни
Прапор Дубни — офіційний символ міста Дубна Московської області.

## Опис прапора
Прапор міста Дубна являє собою прямокутне полотнище із співвідношенням ширини і довжини 2:3, що відтворює гербову композицію: на білому полотнищі синя вищерблена смуга з котрої виростає дуб того ж кольору з зеленою кроною, обтяженою жовтим знаком атома, нижче котрого жовтий наконечник в 1/2 ширини полотнища"

## Символіка
Головною фігурою прапора є дуб, який символізує силу, потужність, впевненість, захист, мужність. Синій стовбур дуба алегорично показує річку Дубну. Зелений колір означає благородство, радість, честь, стабільність а також екологію та здоров'я.
Синя вищерблена смуга вказує на своєрідне розташування міста на території Московської області: по суті Дубна являє собою острів, кордони якого окреслюють навколишні водойми: річки Волга, Дубна, Сестра, канал імені Москви та Іваньківське водосховище.
Синій колір — символ істини, честі та доброчинності, чистого неба і водних просторів. Про величезний науковий потенціал міста свідчить геральдична фігура — жовтий вузький наконечник — алегорія розвитку, скерування в майбутнє. Жовтий колір (золото) — символ міцності, сили, великодушшя, багатства та інтелекту.

## Використання прапора
Опис та використання міського прапора Дубни регламентується положенням про прапор міста Дубни, яке було затверджено Радою депутатів міського округу Дубна. Прапор разом з гербом є офіційними символами міста Дубна. Він постійно піднятий на будівлях Ради депутатів та Адміністрації міста Дубни. Прапор піднімається (встановлюється) під час офіційних церемоній та інших урочистих заходів, які проводять органи місцевого самоврядування. Розмір прапора Дубни не може перевищувати розміри державного прапора РФ та прапора Московської області, відповідно висота підняття прапора Дубни не може перевищувати висоти підйому державного прапора РФ та прапора Московської області.
Окрім муніципальних установ та підприємств допускається розміщення прапора Дубни на виданнях друкованих ЗМІ краєзнавчих виданнях, грамотах, запрошеннях, візитівках посадових осіб, при офомленні видовищних заходів.